# Transition Coster-Kronig
Pour les articles homonymes, voir Coster et Kronig.
La transiton Coster-Kronig est un cas particulier de transition Auger dans lequel la vacance est remplie par un électron provenant d'une sous-couche de plus haute énergie de la même couche.
Si, en plus, l'électron émis (l'« électron Auger ») appartient également à la même couche, on parle de transition super Coster–Kronig.

## Historique
Le processus a été observé pour la première fois par les physiciens néerlandais Dirk Coster et Ralph Kronig en 1935. Il a permis d'expliquer certains comportements de spectres X inexpliqués jusqu'alors.